# باشگاه ریمیکس
باشگاه ریمیکس (به انگلیسی: The Club Remixes) یک آلبوم ریمیکس توسط گروه آمریکایی سلنا گومز و سین منتشر شده در تاریخ ۴ ژانویه ۲۰۱۱ توسط هالیوود رکوردز منتشر شده‌است.

## فهرست آهنگ
| شماره | نام               | نویسنده(ها)                                                 | Producer                        | مدت  |
| ----- | ----------------- | ----------------------------------------------------------- | ------------------------------- | ---- |
| ۱.    | «سالی بدون باران» | لیندی رابرتس توبی گاد                                       | توبی گاد Dave Audé              | ۸:۲۷ |
| ۲.    | «سالی بدون باران» | رابرتس گاد                                                  | گاد اریک کوپر                   | ۷:۲۳ |
| ۳.    | «دور و دور»       | کوین رادولف اندرو بلوکی فی‌فی دابسن جف هالوواکس Jacob Kasher | رودولف بلوکی هالوواکس Dave Audé | ۶:۲۳ |
| ۴.    | «به‌طور طبیعی»     | آنتونینا آرماتو تیم جیمز Devrím Karaoglu                    | راک مافیا Dave Audé             | ۷:۴۳ |
| ۵.    | «سالی بدون باران» | رابرتس گاد                                                  | گاد The Alias                   | ۶:۲۵ |